# Clam cake

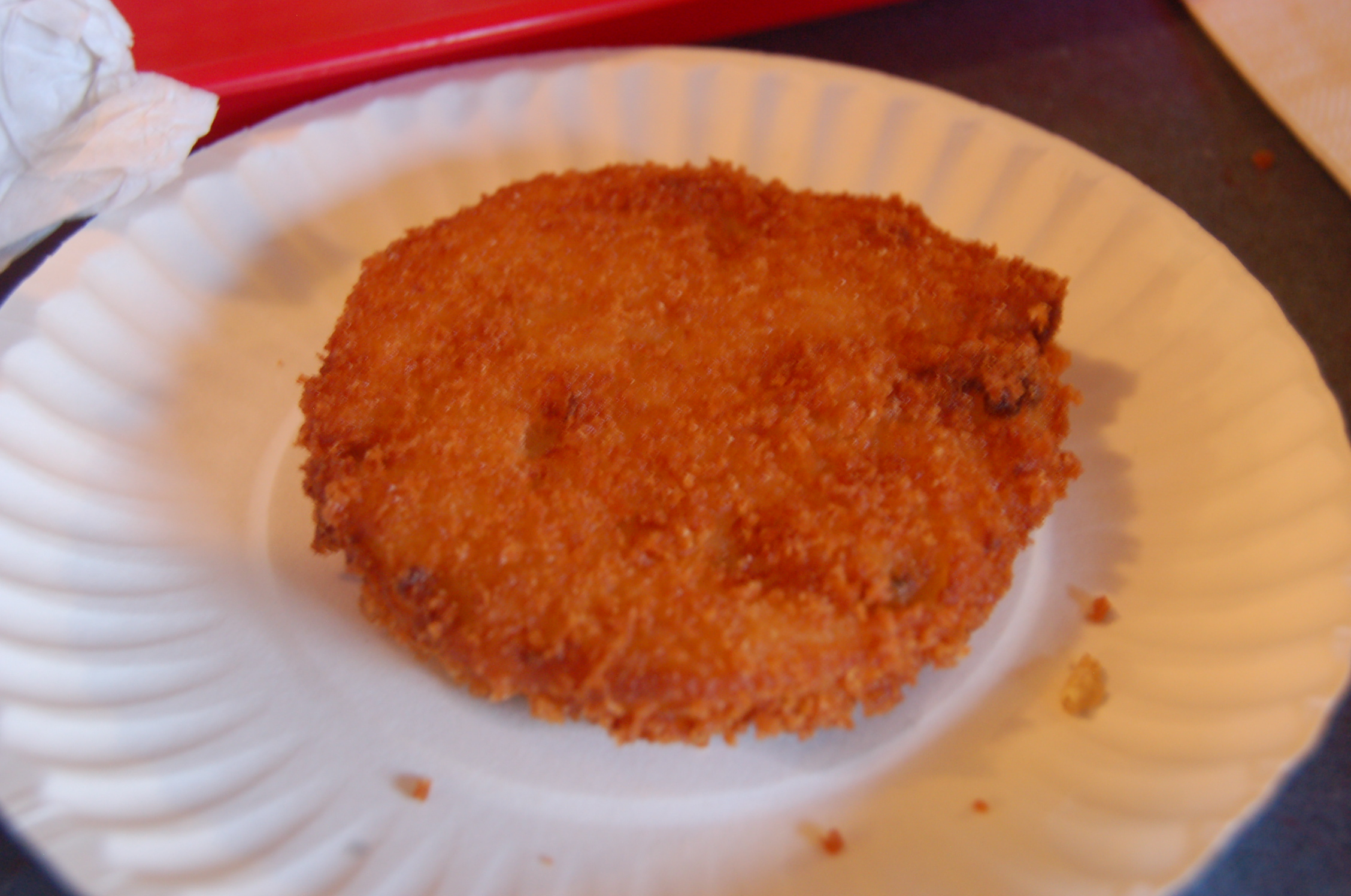
Clam cake.

El clam cake (en inglés ‘pastel de almeja’) es una receta de Nueva Inglaterra, más frecuente en Rhode Island y Massachusetts. Consiste en una bola de masa frita hecha de almeja picada (normalmente almeja americana) y otros ingredientes. El rebozado se hace con harina, leche, jugo de almeja, huevo y un gasificante, normalmente levadura química. Algunas personas se refieren a este plato como fritter (buñuelo), aunque este nombre resulta confuso. Los clam cakes suelen servirse en puestos de comida para llevar y otros locales informales, a menudo junto a clam chowder.